# Protonarthron olympianum
Protonarthron olympianum är en skalbaggsart som beskrevs av Aurivillius 1913. Protonarthron olympianum ingår i släktet Protonarthron och familjen långhorningar.
Artens utbredningsområde är:
- Angola.
- Gabon.

Inga underarter finns listade i Catalogue of Life.